# Лисенко Юрій Володимирович
Ю́рій Володи́мирович Лисенко — прапорщик Збройних сил України.
В часі війни — в.о. командира роти 39-го батальйону. Виводив роту по «зеленому коридору» із Іловайська.

## Нагороди
21 жовтня 2014 року — за особисту мужність і героїзм, виявлені у захисті державного суверенітету та територіальної цілісності України, вірність військовій присязі під час російсько-української війни, відзначений — нагороджений орденом «За мужність» III ступеня.